# Ubbo Scheffer
Ubbo Scheffer (Amersfoort, 25 september 1924 - Arnhem, 17 december 1998) was een monumentaal kunstenaar.
Ubbo Scheffer kreeg zijn opleiding aan de Academie voor Beeldende Kunsten Sint-Joost in Breda. Hij werkte nadien nog in Vught, Amsterdam, Wageningen en Arnhem. Tot 1944 voorzag hij in zijn levensonderhoud door steenhouwen en het schilderen van portretten. Voor zijn werk gebruikte hij steensoorten als zandsteen, marmer en lava. Ook gebruikte hij hout en metalen als cortenstaal en brons of messing. Zijn werken bestaan vaak uit figuurvoorstellingen. In 1961, toen hij in Heelsum woonde, maakte hij voor de gemeente Zevenaar een oorlogsmonument met de naam Vier tamboers. De tamboers symboliseren
standvastigheid en trouw. Ze laten de vrijheid klinken in alle windrichtingen. Ook vormen ze een link met naar de vier schutterijen van Zevenaar. In 1956 werd hij onderscheiden met de Keukenhofprijs en in 1962 met de Culturele Prijs van de gemeente Arnhem. Hij was lid van de Nederlandse Kring van Beeldhouwers NKVB.
In december 1998 kwam hij om bij een verkeersongeval dichtbij zijn woning in de Arnhemse wijk Klarendal.

## Werk in de openbare ruimte
- Vechtende mannen, landgoed Vrederust, Halsteren (2000)
- Monopoliet - Prins Bernhardplantsoen, Hengelo (1984)
- Het gezin - Walstraat / Nudestraat, Wageningen (1983)
- Fuga - campus Wageningen
- Windkracht - Pabstsendam / Grebbedijk, Wageningen (1977 of 1980)
- Kindergroep en kleutertje - Bosboom Toussaintstraat Harderwijk
- Familie - Amstelpark, Amsterdam (1975)
- Communicatie - Mozartlaan, Hengelo
- Vaart en dynamiek - Ossendamweg, Soest (1974)
- Het Jonge Volkje - Lindenhorst, Ede (1972)
- Orpheus - Bellamystraat, Terneuzen (1969)
- Het strijkkwartet - Concertgebouw (1963)
- De Omhelzing - Kennedyweg / Tarthorst, Wageningen (1962)
- Vier tamboers - Raadhuisplein, Zevenaar (1961)
- Steigerende paarden - Tuin Stedelijk gymnasium, Thorbeckestraat 17, Arnhem (1958) [2]
- De goede Herder - Goede Herderkerk, Oosterbeek (1952)[3]

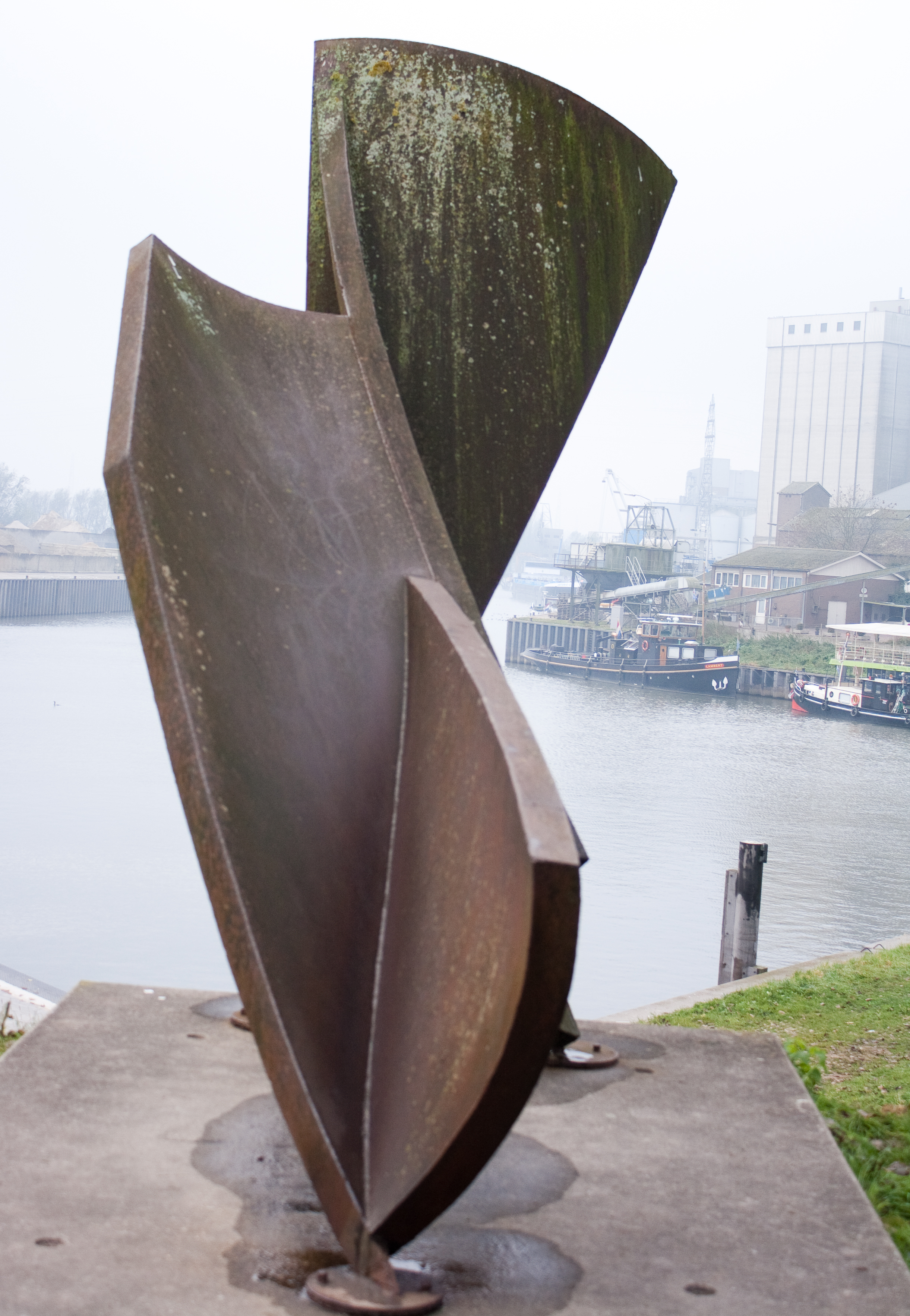
Windkracht
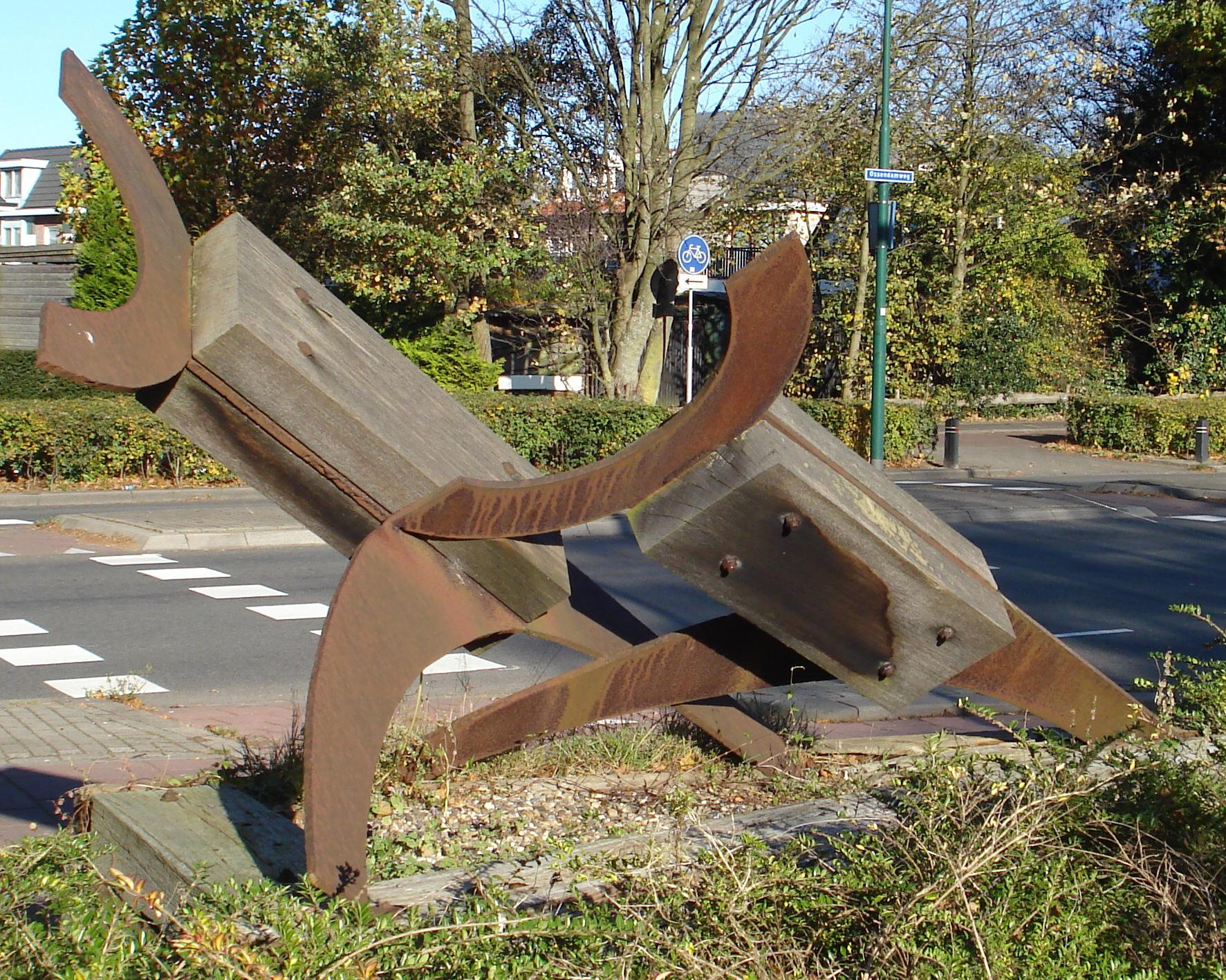
Vaart en dynamiek
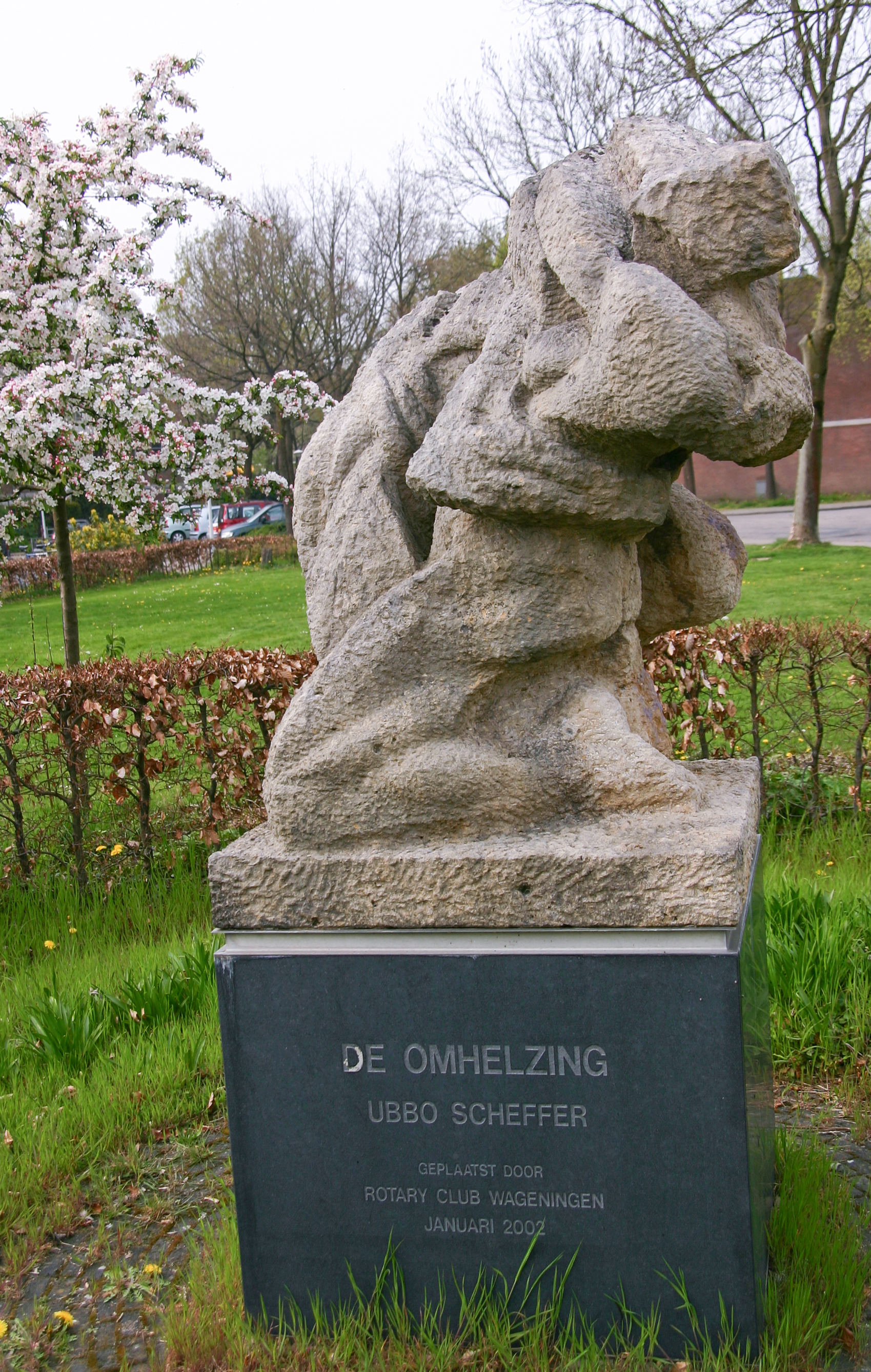
De Omhelzing
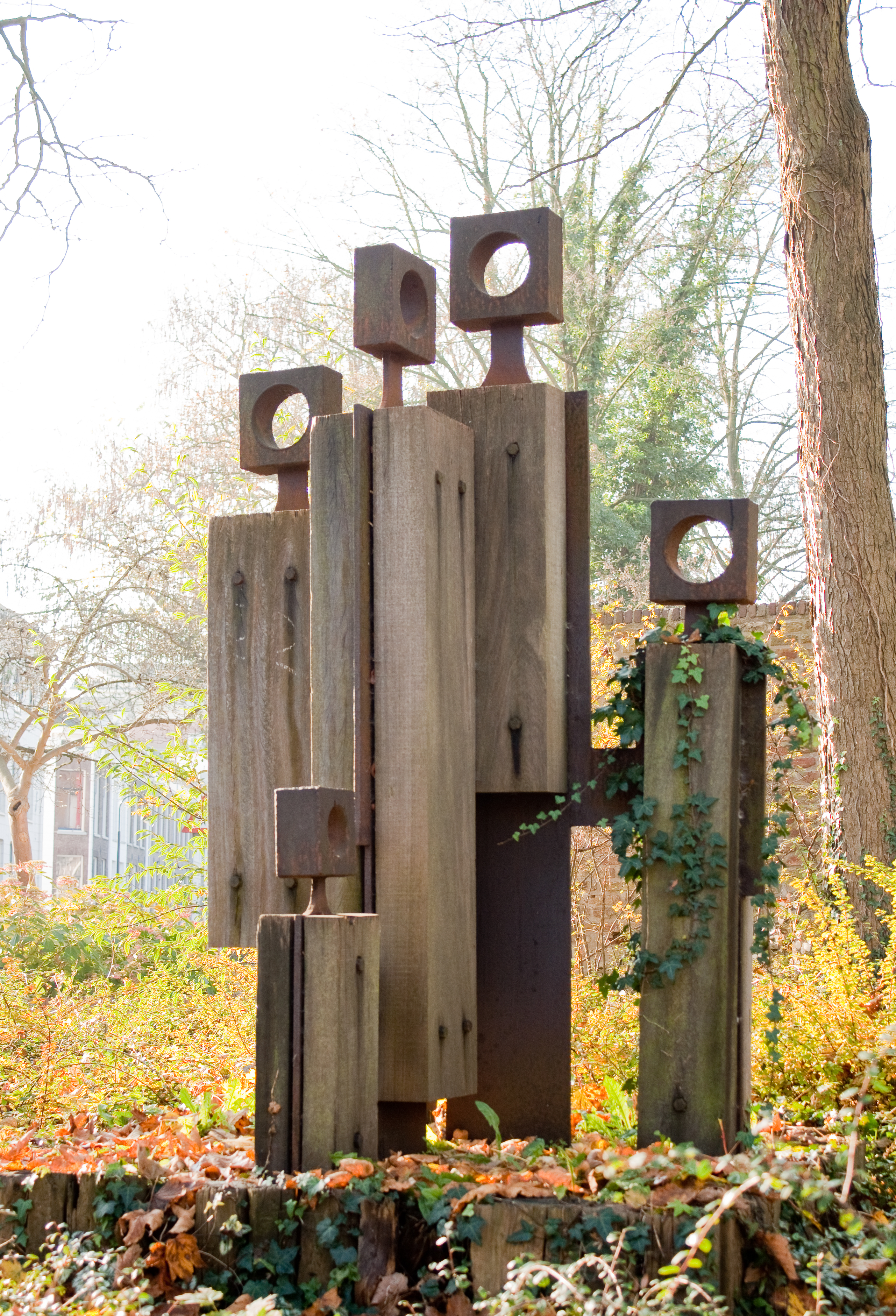
Het Gezin